# JazzFest Berlin
JazzFest Berlin (também conhecida como Berlin Jazz Festival) é um festival realizado anualmente em Berlim, Alemanha.
Originalmente chamado de "Berliner Jazztage" foi fundado em 1964 em Berlim Ocidental pela Berliner Festspiele.
É considerado um dos Festivais de Jazz mais importantes do mundo.